# Tamara Visković
Tamara Visković (Split, 20. prosinca 1966.) hrvatska je filozofkinja i povjesničarka umjetnosti, djelatnica u kulturi i politička aktivistkinja. Bila je bibliotekarka, novinarka, likovna i glazbena kritičarka, producent u kulturi, voditeljica Multimedijalnog kulturnog centra, članica Gradskog poglavarstva Splita zadužena za kulturu, te voditeljica u Centru za kulturu i cjeloživotno obrazovanje Zlatna vrata (u čijem je sastavu i Splitska kinoteka), a sada je član upravnog vijeća istog.

## Biografija
Tamara Visković je djelovala kao glazbena kritičarka Feral Tribune, pisala je i za Nomad_(časopis), te druge medije i pisala stručne eseje, te sudjelovala u međunarodnim konferencijama, a bila je i članica žirija Berlinale festivala.
Vodila je Zlatna vrata do isteka prvog mandata, no nije reizabrana 2018. od strane vladajuće koalicije koja je imala svog kandidata (kontra stručne javnosti) sve do gubitka većine.

## Politika
Tamara Visković je za Hrvatske parlamentarne izbore 2020. godine bila nositeljica liste Zeleno-lijeve koalicije ispred Možemo! iz X. izborne jedinice.